# Joseph Ouédraogo
Joseph Ouédraogo surnommé Jo Wéder, né le 11 janvier 1919 et mort en 1988, est un syndicaliste et homme politique burkinabè, actif durant les dernières années de la Haute-Volta française puis en République de Haute-Volta.

## Biographie

### Enfance et études
Joseph Ouédraogo naît  le 11 janvier 1919 à Saaba, en Afrique occidentale française. De 1929 à 1933, il fait ses études primaires à l'école catholique de la Mission de Ouagadougou avant de poursuivre ses études secondaires au Séminaire de premier cycle de Pabré de 1933 à 1939. 

### Parcours syndical
Le natif de Saaba devient un militant syndical catholique. Il fut  membre de l'Union voltaïque après la Seconde Guerre mondiale. En 1954, il est élu secrétaire général de l'Union nationale locale des syndicats chrétiens de Haute-Volta, dont est issue la Confédération africaine des travailleurs chrétiens en 1956, rebaptisée Confédération africaine des travailleurs croyants en 1957 pour tenir compte des travailleurs non catholiques.[réf. nécessaire]

### Parcours politique
Joseph Ouédraogo est membre de l'Assemblée territoriale de Haute-Volta de 1952 à 1959, et président de l'Assemblée de 1952 à 1953. En 1956, il rejoint le Parti démocratique unifié (PDU) en tant que partisan de Ouëzzin Coulibaly. Il est choisi pour être membre du sénat de la Communauté française. Il devient ensuite maire de Ouagadougou de 1956 à 1959. Il est ministre des Finances de 1957 à 1958 et ministre de l'Intérieur de 1958 à 1959. En août 1959, Maurice Yaméogo chasse Ouédraogo de son poste de maire de Ouagadougou. Après l'accession de Yaméogo à la présidence en 1960, il  a été interné pendant un certain temps. Joseph Ouédraogo a été l'un des leaders de la grève générale syndicaliste et du coup d'État militaire de 1966 contre Maurice Yaméogo.
En 1970, Ouédraogo devient secrétaire général de l'Union démocratique voltaïque (UDV) et est élu à la nouvelle Assemblée nationale lors des élections de décembre 1970. Au début des années 1970,  Joseph Ouédraogo et Gérard Ouédraogo (sans lien de parenté) sont des dirigeants rivaux de l'Union démocratique voltaïque (UDV) : un accord prévoyant que Gérard serait Premier ministre et Joseph président de l'Assemblée nationale est rompu en 1974 et, en février 1974, l'armée intervient pour suspendre la constitution de 1970 et rétablir le régime militaire.
Joseph Ouédraogo gagne 16,6 % au premier tour de l'élection présidentielle de 1978, et ne passe pas au second tour.  Il est mort en 1988. 